# Ilmaten
Ilmaten est un village algérien de la commune de Fenaïa Ilmaten, situé dans la daira d’El Kseur, wilaya de Béjaïa en Kabylie.